# الباس، اود
الباس، اود (به فرانسوی: Albas, Aude) یک کامین در فرانسه است که در Canton of Durban-Corbières واقع شده‌است.

## خصوصیات
الباس ۲۲٫۶۹ کیلومترمربع مساحت و ۷۴ نفر جمعیت دارد و ۳۴۳ متر بالاتر از سطح دریا واقع شده‌است.